# Marian Ciszewski
Marian Ciszewski (ur. 30 stycznia 1940 w Kolonii Apolonia) – historyk filozofii renesansu, od 1999 roku profesor nadzwyczajny przy Katedrze Historii Filozofii Nowożytnej i Współczesnej na Wydziale Filozofii KUL.

## Wykształcenie
W 1967 roku rozpoczął studia teologiczne w WSD Towarzystwa Salezjańskiego. W 1963 ukończył Dwuletnie Zaoczne Studium Bibliotekarskie w Łodzi. Święcenia kapłańskie przyjął w 1967 roku. Przez rok pracował w parafii Pychowice k. Krakowa oraz kształcił się w Studium Liturgicznym w Krakowie (1968). Od 1968 r. związał się z KUL, gdzie studiował filozofię na Wydziale Filozofii Chrześcijańskiej KUL (1971). Tytuł magistra uzyskał na podstawie pracy pt. "Arystotelizm chrześcijański" Jerzego z Trapezuntu, napisanej pod kierunkiem prof. S. Swieżawskiego. Uzyskał stopień doktora w dniu 29 września 1983 roku na Wydziale Filozofii KUL na podstawie rozprawy Kardynała Bessariona interpretacja filozofii Platona i Arystotelesa, której promotorem był prof. J. Czerkawski, zaś recenzentami prof. J. Domański i prof. L. Szczucki. Redakcja Wydawnictw KUL opublikowała pracę doktorską w całości w 1990 w serii Prace Doktorskie, ss. 254, zawiera też pełną bibliografię prac o Bessarionie, skorowidz imienny oraz Résumé (s.237-241).
30 listopada 1995 roku przedstawił rozprawę habilitacyjną pt.: Franciszka de Sylvestris koncepcja nieśmiertelności duszy ludzkiej (Lublin 1995, ss.298, Résumé), której recenzentami byli prof. J. Czerkawski, prof. M. Gogacz, oraz prof. J. Domański; habilitacja została zatwierdzona przez CKK 25 marca 1996 roku.

## Działalność badawcza
Zajmuje się problematyką Boga i człowieka; zagadnieniem ratio et fides - relacją rozumu i wiary oraz filozofią wieku XV i XVI, która się kształtowała na terenie Italii. W pracach dyplomowych czy publikacjach omawia różnych autorów, m.in.: Jerzego z Trapezuntu, Bessariona, Franciszka de Silvestris z Ferrary, Marsilia Ficino, Macieja Akwariusza) .

## Działalność dydaktyczna
Wykłady na temat wybranych zagadnień z historii filozofii renesansu, filozofii nowożytnej i współczesnej, seminarium z historii filozofii renesansu, egzaminy z filozofii doktorantów prawa kanonicznego i świeckiego. Przeszedł na emeryturę w 2010 roku. 

## Publikacje[4]
Poza pracami dyplomowymi napisał około 20 artykułów i ok. 60 haseł encyklopedycznych, w tym 29 w Encyklopedii katolickiej, z którą współpracował od 1974 roku.
Monografie
- Kardynała Bessariona interpretacja filozofii Platona i Arystotelesa, Lublin KUL l990, ss.254, Résumé.
- Franciszka de Sylvestris koncepcja nieśmiertelności duszy ludzkiej, Lublin 1995, ss.293, Résumé. (Rozprawa habilitacyjna), wyd. 2 Lublin 1996.

Artykuły (wybrane)
- Vera philosophia a nieśmiertelność duszy ludzkiej w ujęciu niektórych szesnastowiecznych autorów, „Acta Mediaevalia" t. XII (1999) s. 257-288 (Résumé).
- Franciszka de Silvestris koncepcja człowieka i definicja osoby ludzkiej, w: Wierność rzeczywistości. Księga Pamiątkowa z okazji jubileuszu 50-lecia pracy naukowej na KUL O. prof. Mieczysława A. Krąpca, Lublin 2001, s. 269-278.
- Rozum i wiara w ujęciu Stefana Swieżawskiego, „Acta Mediaevalia", t. XVIII, Lublin 2005, ss. 155-164 (Résumé).

Inne publikacje:
Hasła w Encyklopedii katolickiej, np. Cohen Herman, Conditio sine qua non, Gredit Joseph August, Irenizm; czy w Powszechnej Encyklopedii Filozofii, mianowicie: Leonardo da Vinci, Akademia Bessariona, Ficino Marsilio.